# 拉沙佩勒欧巴雷伊
拉沙佩勒欧巴雷伊（法語：La Chapelle-Aubareil，法語發音：[la ʃapɛl obaʁɛj]）是法国多尔多涅省的一个市镇，位于该省东部偏南，属于萨拉拉卡内达区。

## 地理
拉沙佩勒欧巴雷伊（45°0'45"N, 1°10'57"E）面积19.85 平方千米，位于法国新阿基坦大区多爾多涅省，该省份为法国西南部内陆省份，是法國本土面积第三大的省，大致对应佩里戈尔地区，北起顺时针与夏朗德省、上维埃纳省、科雷兹省、洛特省、洛特-加龙省、吉倫特省和滨海夏朗德省接壤。
与拉沙佩勒欧巴雷伊接壤的市镇（或旧市镇、城区）包括：蒙蒂尼亚克-拉斯科、马西亚克-圣康坦、科利-圣阿芒、圣热涅斯、塔涅斯、瓦洛茹。

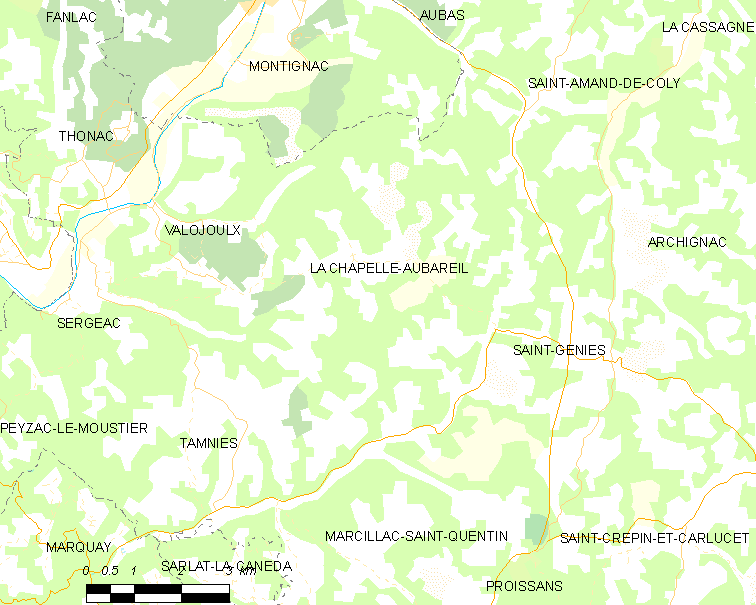
拉沙佩勒欧巴雷伊的OSM定位图

拉沙佩勒欧巴雷伊的时区为UTC+01:00、UTC+02:00（夏令时）。

## 行政
拉沙佩勒欧巴雷伊的邮政编码为24290，INSEE市镇编码为24106。

## 政治
拉沙佩勒欧巴雷伊所属的省级选区为人谷县。

## 人口

1962-2008年间拉沙佩勒欧巴雷伊人口变化图示

拉沙佩勒欧巴雷伊于2022年1月1日时的人口数量为542人。